# قلعه دورام
قلعهٔ دورام (به انگلیسی: Durham Castle) دژی است متعلق به دوران نورمان‌ها که در شهر دورامِ انگلستان، بر بلندای تپه‌ای بالاتر از رود ور و جنب کلیسای جامع دورهام بنا شده‌است. این بنا از سال ۱۸۴۰ تاکنون به‌طور کامل در اختیار کالج دانشگاه دورام قرار داشته و بازدید عمومی از آن، به سبب آنکه خالی نبوده و بیش از ۱۰۰ دانشجو در آن ساکن هستند تنها از طریق گشت‌های ویژه امکان‌پذیر است.

## تاریخچه
قلعهٔ دورام در سدهٔ یازدهم میلادی در شمال انگلستان ساخته شد. دلیل انتخاب این منطقه نمایش قدرت پادشاه نورمان‌ها به انگلیسی‌تبارهای شمالی بود که در پی شکست فتوحات نورمان‌ها در سال ۱۰۶۶، هنوز مردمانی رام‌نشدنی و بی‌ثبات باقی‌مانده بودند. پادشاه نورمان همچنین کسی را برای مقام اسقفی دورهام تعیین کرده و اختیارات سلطنتی به او داده بود و این فرد در قلعهٔ دورام اقامت داشت.
این قلعه تا زمانی که قلعه اوکلند به اقامتگاه اصلی اسقف‌های دورام تبدیل شد کاخ اسقف‌ها بود و سپس آن را به کالج تبدیل کردند.
تالار بزرگ قلعهٔ دورام که توسط اسقف آنتونی بک در اوایل سدهٔ ۱۴ میلادی ساخته شد بسیار بزرگ بوده و تا اواخر سدهٔ پانزدهم که اسقف ریچارد فوکس آن را کوچکتر نمود بزرگترین نوع تالارهای سلطنتی در بریتانیا شناخته می‌شد. با این حال این تالار پس از کوچک‌شدن نیز هنوز ۳۰ متر طول و ۱۴ متر ارتفاع دارد.

## کالج دانشگاه

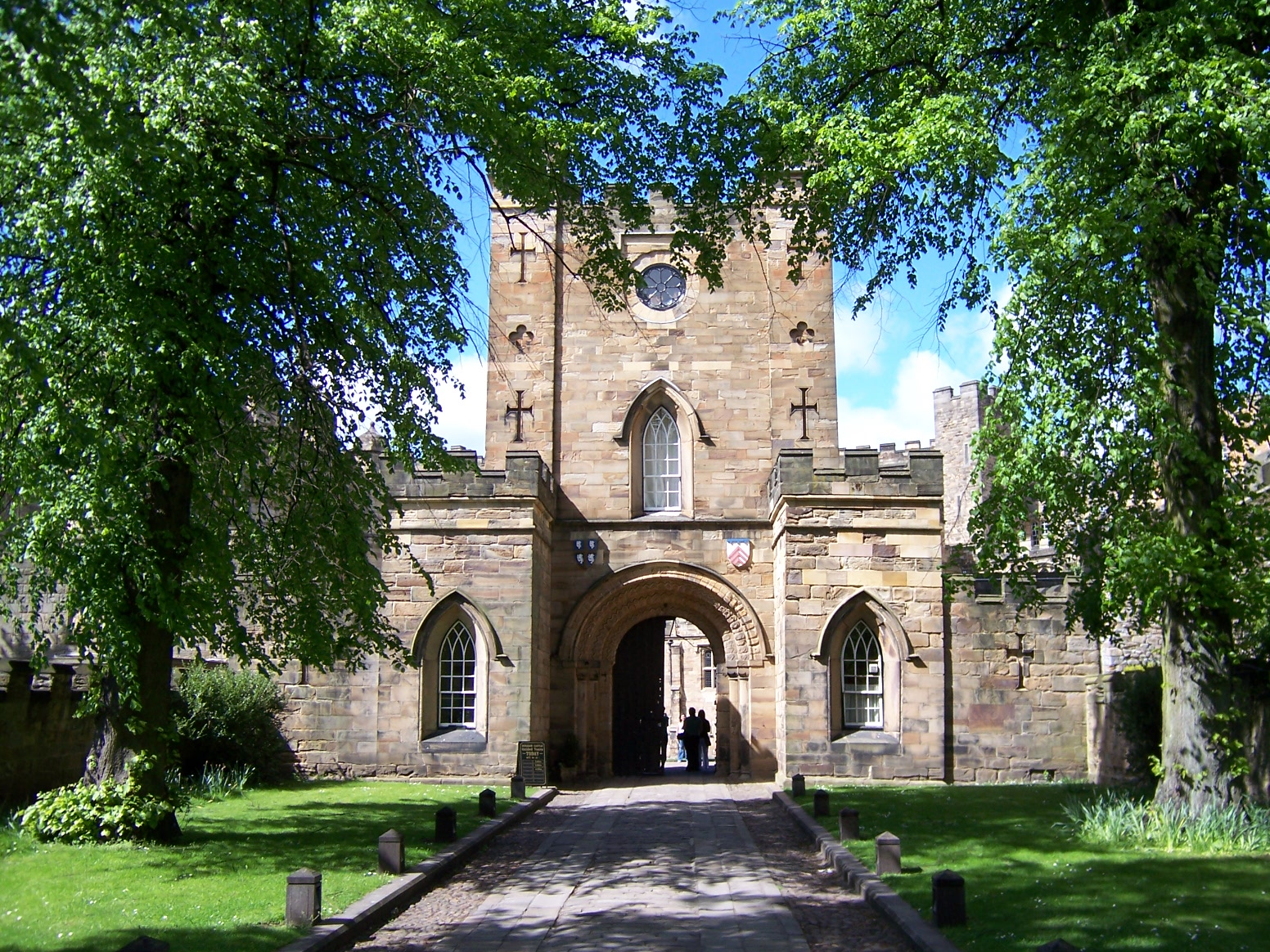
ورودی دانشگاه دورام

قلعهٔ دورام در سال ۱۸۳۷ از سوی اسقف ادوارد مالتبی به دانشگاه تازه‌تأسیس دورام به‌عنوان مسکن دانشجویان هدیه شد و کالج دانشگاه (به انگلیسی: University College) نام گرفت. معمار آنتونی سالوین با استفاده از نقشه‌های اصلی، برج ویران‌شدهٔ قلعه را بازسازی نمود و بنا در سال ۱۸۴۰ افتتاح شد. امروزه نیز بیش از ۱۰۰ دانشجو در این قلعه سکونت دارند که بیشترشان در همان برج ساکن هستند.
دانشجویان و کارکنان کالج دانشگاه غذایشان را در تالار بزرگ اسقف بک صرف می‌کنند. دو نمازخانهٔ کوچک قلعه هنوز هم برای عبادت یا کارهایی همچون اجرای نمایش مورد استفاده قرار دارد. دیگر امکانات درون قلعه شامل کتابخانهٔ کالج، دفاتر مربوط به کالج و بخش IT است. در طی تعطیلات دانشگاهی، اتاق‌های قلعه برای کنفرانس‌های بیشتر علمی یا استفاده به‌عنوان اتاق هتل عرضه می‌شود. بازدید عمومی از قلعه تنها محدود به گشت‌هایی است که برای بازدید از آن در نظر گرفته‌شده‌است. با این حال قلعه دورهام در سال ۲۰۱۱ به‌منظور انجام عملیات نوسازی بسته شده و پیش‌بینی می‌شود در اکتبر ۲۰۱۱ دوباره بازگشایی گردد.

## ثبت به‌عنوان میراث جهانی
در سال ۱۹۸۶، قلعهٔ دورام به‌طور مشترک با کلیسای جامع دورام که در فاصلهٔ کمی از فضای سبز کاخ واقع شده‌است در فهرست میراث جهانی یونسکو به ثبت رسید.